# 叶以群
叶以群（1911年5月—1966年8月2日），乳名志泰，原名叶元灿，曾用名叶华蒂、叶明、华蒂，笔名以群、杨华、华君等，男，安徽歙县人，中国文艺理论家、作家。文革受难者。

## 生平
早年留学日本，就读于东京法政大学。回国后于1932年在上海四川路大三元酒家与田汉、丁玲、刘风斯一起加入中国共产党。随后参加了左联，任左联组织部长，并任左联刊物《北斗》编委。
抗日战争期间加入文协，任《抗战文艺》编委。1938年与孔罗荪合编《文艺阵地》。1944年在重庆成立了文化联络社，茅盾任社长，叶以群任总编辑。主编《青年文艺》。1945年，主编《文哨》月刊。1946年与茅盾在上海合编《文联》半月刊。1948年与周而复合编了当时香港唯一的大型文艺杂志《小说月刊》。同年受潘汉年委托，负责筹建“香港南群影业公司”，并由欧阳予倩导演拍摄了夏衍的《恋爱之道》，由章泯导演拍摄了葛琴的《结亲》。
中华人民共和国成立后，历任上海电影制片厂副厂长、上海文联副主席、上海作协副主席、上海文学研究所副所长，协助巴金主编《文艺月报》《上海文学》、《收获》杂志。1961年由叶以群主编的《文学的基本原理》，曾作为高校教材，受到好评。
文化大革命开始后，张春桥点名批判叶以群、孔罗荪等人，遭到猛烈批斗，被批成反党反社会主义的修正主义分子、周扬在上海的代理人。1966年8月2日上午，叶以群不堪受辱，跳楼自杀。
1979年1月初，叶以群获得平反，巴金在叶以群的追悼会致悼辞。

## 作品

### 著作

#### 文论
- 《文艺创作概论》，1933年
- 《创作漫画》，1936年
- 《文学低基知识》，1941年
- 《文艺思想问题笔记》，1954年
- 《在文艺思想战线上》，1957年
- 《我们的文艺思想》，1958年
- 《谈有关文学特征的几个问题》，1958年
- 《苏联文学的光辉成就从哪里来？》，1958年
- 《文学问题漫谈》，1959年，1963年增订本
- 《论无产阶级革命文艺的发展方向》，1960年，1963年修订本
- 《以群文艺论文集》，1983年

#### 报告文学
- 《生长在战斗中》，1940年
- 《战斗的素绘》，1943年、《南京的虐杀》1946年

#### 其他
- 《旅程记》，1942年，散文、文论合集
- 《妹妹行》，1943年，话剧
- 《新人的故事》，1943年，短篇小说集
- 《在不平常的日子里》，1958年，散文
- 《今昔文谈》，1962年，文论、杂文
- 《高尔基画传》，1956年，传记
- 《文学的基础原理》上下册，1963年-1964年；1964年合订本；1983年修订本

### 译著
- 《隐秘的爱》，短篇小说集，原著：苏联高尔基，翻译：华蒂(叶以群)、森堡，1932年
- 《英雄的故事》修订本，1941年
- 《祈祷》，短篇小说，原著：日本川绮妮子，1933年
- 《苏联文学讲话》，原著：苏联塞维林·多里福诺夫，1936年
- 《读书生活怎样写作——高尔基文艺书信集》，翻译：叶以群、全麟，1937年
- 《读书生活新文学教程》教材，原著：苏联维诺格拉多夫，1937年
- 《读书生活》，1952年
- 《给初学写作者》书信，原著：苏联高尔基，1941年、1949年、1952年
- 《苏联作家论》评论集，原著：苏联塞维林，1941年
- 《高尔基论儿童文学》原著：苏联密德魏杰娃编，翻译：叶以群、孟昌，1956年

## 评价
叶以群之子叶周在文章《父亲远去的身影》中概括父亲的一生：“纵观父亲的文学生涯，在他所经历的各个时期，他与同时代的文坛巨擘们都曾有过十分紧密的合作。在抗日和国共内战时期，他在周恩来副主席的领导下，历尽艰险，掩护郭沫若、茅盾撤退转移；在重庆与老舍共同主持“文协”的工作。建国前夕，他在香港执行潘汉年的指示，送往迎來四百多位著名人士，最后将他们安全送往新中国。建国初期，他和于伶并肩打造新中国上海的电影事业；稍后，他又接受周扬的委托主编高校教材《文学的基本原理》，最终这本教材走进大学课堂，曾经滋养了无数代文学人；也难忘上世纪60年代，他辅佐巴金先生主编《收获》和《上海文学》杂志，在时风时雨的文坛上如履薄冰，殚思极虑，尽己所力，创建文学品牌，培养年轻一代……想起这些我终于觉得，父亲的生命不长，可是他活着时极尽了精彩！ ”